# Neoaviculovulsa
Neoaviculovulsa is een monotypisch geslacht van tweekleppigen uit de  familie van de Malleidae.

## Soorten
- Neoaviculovulsa coraliocola Okutani & Kusakari, 1987